# Pierer (Stamm)
Die Pierer waren ein bis Mitte des 7. Jahrhunderts v. Chr. in Pieria am Olymp ansässiger thrakischer Volksstamm.
Von den Temeniden, den makedonischen Königen argivischer Herkunft vertrieben, siedelten sie sich später im östlichen Küstenbereich des Strymon unter dem Pangaion-Gebirge an, der zwischen Pangaion und Symvolon im Tal des Mamaras-Flusses einzigen wichtigen Küstenpassage zwischen Asien bzw. Innerthrakien und dem Strymon bzw. dem südwestlichsten Teil des thrakischen Landes bis Griechenland.
Im Marmaras-Tal mit bis zur frühchristlichen Zeit bevölkerten neolithischen Siedlungen bestanden zwei befestigte pierische Siedlungen: Phagres und Pergamos. Die erstere lag beim heutigen Orfani, die letztere konnte noch nicht identifiziert werden. Die Gründung von Phagres erfolgte Mitte des 7. Jahrhunderts v. Chr., ihre Blütezeit reichte bis Mitte 6. Jahrhundert. Einige Jahre nach Gründung erfolgte die Besetzung durch die Thasier im Zuge der Ausweitung der thasischen Peraia, möglicherweise aber auch der Anschluss des Pierer-Landes an die thasische Peraia.
Beim Durchzug von Xerxes I. war das Land der Pierer thasische Kolonie. Es wird vermutet, dass die Oberhoheit über das Marmaras-Tal bis zur persischen Herrschaft bei den Pierern selbst lag. Die Vernichtung von Phagres geschah im 5. Jahrhundert beim Rückzug des persischen Heeres.